# المحرق (حبيش)

تعديل مصدري - تعديل

المحرق محلة تابعة لقرية الحنائي، التابعة لعزلة الجعافرة بمديرية حبيش إحدى مديريات محافظة إب في الجمهورية اليمنية، بلغ تعداد سكانها 109 حسب تعداد اليمن لعام 2004.